# Magnus Fleming
Magnus Fleming, född 1 augusti 1655 i Dorpat, död 27 december 1718, var en svensk militär och bruksägare.

## Biografi
Fleming föddes 1655 i Dorpat. Han var son till Lars Fleming och Anna Ivarsdotter (Natt och Dag). Fleming blev 24 juli 1662 student vid Uppsala universitet. År 1677 blev han löjtnant vid Livregementet till häst och 1677 kaptenlöjtnant vid nämnda regemente. Han blev 20 februari 1680 löjtnant vid Kunglig Majestäts drabanter och 28 december 1693 kaptenlöjtnant vid nämnda regemente. Fleming var från 31 december 1695 överstelöjtnant vid Södra skånska kavalleriregementet och slutade  25 november 1701. Han avled 1718.
Fleming ägde gårdarna Mälby och Vira bruk i Kulla socken, Norrnäs i Värmdö socken, Säby i Ingarö socken och Värhulta i Västermo socken. Efter faderns död 1699 övertog han Vira bruk, vilket hade monopol på tillverkningen av värjor till den svenska armén.[källa behövs]

### Familj
Fleming gifte sig 31 december 1681 i Stockholm med Vendela Christina Stålarm (1662–1736). Hon var dotter till presidenten Axel Stålarm och Maria Kyle. De fick tillsammans barnen kornetten Adam Fleming (1688–1717), Axel Fleming (1689–1708), Lars Fleming (1690–1719), Anna Christina Fleming (1692–1724) som var gift med översten Mauritz Posse af Säby, Magnus Fleming (1694–1719), Maria Catharina Fleming (1696–1761) som var gift med kammarherren Herman Fleming af Liebelitz, Vendela Magnona Fleming (1697–1758) som var gift med överstelöjtnanten Carl Oxenstierna af Croneborg, Ebba Fleming (1699–1737) som var gift med ryttmästaren Erik Fleming af Lais, Christina Sofia Fleming (1702–1745) som var gift med kaptenen Knut Posse samt fem barn som avled i ung ålder.